# Veslování na Letních olympijských hrách 1964
Veslování na Letních olympijských hrách 1964 v Tokiu.

## Medailisté

### Muži
| Disciplína              | Zlato | Stříbro | Bronz |
| Skif                    | Vjačeslav Ivanov · Sovětský svaz (URS) | Achim Hill · Tým sjednoceného Německa (EUA) | Gottfried Kottmann · Švýcarsko (SUI) |
| Dvojskif                | Sovětský svaz (URS) · Boris Dubrovsky · Oleg Tyurin | Spojené státy americké (USA) · Seymour Cromwell · Jim Storm | Československo (TCH) · Vladimír Andrs · Pavel Hofmann |
| Dvojka bez kormidelníka | Kanada (CAN) · George Hungerford · Roger Jackson | Nizozemsko (NED) · Steven Blaisse · Ernst Veenemans | Tým sjednoceného Německa (EUA) · Michael Schwan · Wolfgang Hottenrott                                                                                           |
| Dvojka s kormidelníkem  | Spojené státy americké (USA) · Edward Ferry · Conn Findlay · Kent Mitchell                                                                                                  | Francie (FRA) · Jacques Morel · Georges Morel · Jean-Claude Darouy | Nizozemsko (NED) · Jan Just Bos · Herman Rouwé · Erik Hartsuiker                                                                                                |
| Čtyřka bez kormidelníka | Dánsko (DEN) · John Hansen · Bjørn Hasløv · Erik Petersen · Kurt Helmudt | Velká Británie (GBR) · John Russell · Hugh Wardell-Yerburgh · William Barry · John James | Spojené státy americké (USA) · Geoffrey Picard · Dick Lyon · Ted Mittet · Ted Nash                                                                              |
| Čtyřka s kormidelníkem  | Tým sjednoceného Německa (EUA) · Peter Neusel · Bernhard Britting · Joachim Werner · Egbert Hirschfelder · Jürgen Oelke                                                     | Itálie (ITA) · Renato Bosatta · Emilio Trivini · Giuseppe Galante · Franco De Pedrina · Giovanni Spinola                                                                                               | Nizozemsko (NED) · Lex Mullink · Jan van de Graaff · Freek van de Graaff · Bobbie van de Graaf · Marius Klumperbeek                                             |
| Osmiveslice             | Spojené státy americké (USA) · Joseph Amlong · Thomas Amlong · Harold Budd · Emory Clark · Stanley Cwiklinski · Hugh Foley · William Knecht · William Stowe · Robert Zimony | Tým sjednoceného Německa (EUA) · Klaus Aeffke · Klaus Bittner · Karl-Heinrich von Groddeck · Hans-Jürgen Wallbrecht · Klaus Behrens · Jürgen Schröder · Jürgen Plagemann · Horst Meyer · Thomas Ahrens | Československo (TCH) · Petr Čermák · Jiří Lundák · Jan Mrvík · Július Toček · Josef Věntus · Luděk Pojezný · Bohumil Janoušek · Richard Nový · Miroslav Koníček |

## Přehled medailí
| Pořadí | Země                           | Zlato | Stříbro | Bronz | Celkově |
| ------ | ------------------------------ | ----- | ------- | ----- | ------- |
| 1      | Spojené státy americké (USA)   | 2     | 1       | 1     | 4       |
| 2      | Sovětský svaz (URS)            | 2     | 0       | 0     | 2       |
| 3      | Tým sjednoceného Německa (EUA) | 1     | 2       | 1     | 4       |
| 4      | Kanada (CAN)                   | 1     | 0       | 0     | 1       |
| 4      | Dánsko (DEN)                   | 1     | 0       | 0     | 1       |
| 6      | Nizozemsko (NED)               | 0     | 1       | 2     | 3       |
| 7      | Francie (FRA)                  | 0     | 1       | 0     | 1       |
| 7      | Velká Británie (GBR)           | 0     | 1       | 0     | 1       |
| 7      | Itálie (ITA)                   | 0     | 1       | 0     | 1       |
| 10     | Československo (TCH)           | 0     | 0       | 2     | 2       |
| 11     | Švýcarsko (SUI)                | 0     | 0       | 1     | 1       |
| Celkem | Celkem                         | 7     | 7       | 7     | 21      |